# Liste des seigneurs de Beaumont
La seigneurie de Beaumont, dans le Hainaut, a vu se succéder au Moyen Âge des dames et seigneurs des maisons de Hainaut, d'Avesnes, de Blois-Châtillon et de Croÿ. 

## Maison de Hainaut
- 1049 - 1087 : Richilde de Hainaut, fille de Roger de Valenciennes[réf. nécessaire][1], mariée en premier lieu à Herman de Hainaut, puis à Baudouin Ier de Hainaut, comte de Flandre et de Hainaut
- 1087 - 1098 : Baudouin II de Hainaut, fils cadet des précédents
- 1098 - 1120 : Baudouin III de Hainaut, fils de Baudouin II et de Ida de Louvain
- 1120 - 1171 : Baudouin IV de Hainaut, fils de Baudouin IV et de Yolande de Wassemberg
- 1171 - 1195 : Baudouin V de Hainaut construit vers 1185 l'enceinte autour de la ville
- 1195 - 1202 : Jeanne de Flandre et de Hainaut
- 1202 - 1246 : Marguerite de Flandre et de Hainaut

## Maison d'Avesnes et de Hainaut
- 1246 - ???? : Baudoin d'Avesnes[2] (1219-1289), fils cadet de Bouchard d'Avesnes (1170-1244) et Marguerite de Constantinople.
- ???? - 1283 : Jean d'Avesnes († 18 février 1283), fils du précédent et de Félicité de Coucy, marié à Agnès de Lusignan-Valence, dame de Danfalize
- 1283 - 1299 : Baudouin d'Avesnes († 1299), fils des précédents
- 1299 - 1304 : Jean Ier de Hainaut, Jean II d'Avesnes (ca.1248-1304), fils de Jean Ier d'Avesnes et d’Adélaïde de Hollande
- 1304 - 1323 : Jean de Beaumont (1288-1356) fils du précédent Jean d'Avesnes (+1356)
- 1323 - 1336 : Jeanne de Beaumont, née en 1323, fille du précédent et de Marguerite de Soissons, mariée en 1336 à Louis Ier de Blois-Châtillon.

## Maison de Blois-Châtillon
- 1336 - 1346 : Louis Ier de Blois-Châtillon par son mariage avec Jeanne de Beaumont (+1346 à la bataille de Crécy).
- 1346 - 1381 : Louis II de Blois-Châtillon, fils du précédent et de Jeanne de Beaumont.
- 1381 - 1397 : Guy II de Blois-Châtillon, frère de Louis II (+1397).
- 1397 - 1412 : Marie de Namur (+1412), mariée vers 1370 au précédent, puis à Clignet de Brabant (+1428). À sa mort en 1412, le fief est partagé entre Guillaume IV de Hainaut et Thibaut Moreuil, seigneur de Noiroelles et descendant de Marie de Chimay qui vend sa part en 1434 à Jean de Croÿ.

## Maison de Hainaut
- 1412 - 1417 : Guillaume IV de Hainaut
- 1417 - 1433 : Jacqueline de Hainaut, (1401–1436), fille du précédent, comtesse de Hainaut, de Hollande, de Zélande et dame de Frise, ainsi que dauphine du Viennois. À partir de 1427, elle est contrainte de remettre, par étapes, le comté de Hainaut et ses autres possessions entre les mains de son cousin, le duc de Bourgogne Philippe le Bon.
- 1433 - 1452 : Philippe III de Bourgogne, dit le Bon, duc de Bourgogne et des Pays-Bas bourguignons de 1419 à 1467.

## Maison de Croÿ
- 1453 - 1475 : Antoine Ier de Croÿ (1390-1475), dit le Grand, chambellan du précédent, seigneur de Croÿ, de Porcien et de Guînes. En 1453, Philippe le Bon lui cède, en engagère, la seigneurie de Beaumont (Hainaut).
- 1475 - 1485 : Philippe Ier de Croÿ (1435 - 1511), fils aîné du précédent, seigneur de Croÿ et comte de Porcéan.
- 1485 - 1521 : Guillaume de Croÿ, dernier fils de Philippe Ier, il achète la seigneurie de Beaumont en 1485 à son père, et la transforme, en 1519, en comté.